# Cronotopo
Se conoce como cronotopo (del griego kronos, "tiempo", y topos, "espacio" o "lugar") al marco espaciotemporal en que se desarrolla un argumento literario, o, más técnicamente, en el ámbito de la teoría de la literatura, la conexión y estructura de las relaciones temporales  y espaciales asimiladas artísticamente en una obra literaria.
El cronotopo es la unidad espacio-tiempo, indisoluble y de carácter formal expresivo. Es un discurrir del tiempo -cuarta dimensión-, densificado en el espacio y de este en aquel donde ambos se intersecan y vuelven visibles al espectador y apreciables desde el punto de vista estético. En un mismo relato  pueden coexistir distintos cronotopos que se articulan y relacionan en la trama textual creando una atmósfera especial y un determinado efecto. En el caso del tiempo, puede contener avances (prolepsis) y retrocesos (analepsis).

## Mijaíl Bajtín y el cronotopo
Mijaíl Bajtín, filósofo del lenguaje ruso del siglo XX, para la creación de su categoría de análisis llamada "Cronotopo", rechaza la idea kantiana de que los a priori espacio y tiempo son inherentes a la conciencia del sujeto. Concuerda con Kant en que son categorías (y que sin ellas no se puede conocer el mundo), pero considera que constituyen entidades cuya existencia es independiente de la conciencia. Para Bajtín, las nociones de espacio y tiempo son generadas por la materialidad del mundo, y hasta pueden ser objetivables para su análisis.
La noción de "cronotopo" que Bajtín extrapola de la física, expresa el carácter indisoluble del espacio-tiempo, que, concebidos en vinculación con el movimiento y la materia, se configuran como sus propiedades, y, así, el tiempo puede ser una coordenada espacial: la cuarta dimensión del espacio.
Desde esta perspectiva, Bajtín, en “Las formas del tiempo y del cronotopo en la novela”, define al cronotopo como la conexión esencial de las relaciones temporales y espaciales asimiladas artísticamente en la literatura.